# Theodor Kaluza
Theodor Franz Eduard Kaluza (9 de novembro de 1885 — Göttingen, 19 de janeiro de 1954) foi um matemático e físico alemão.
Conhecido pela teoria Kaluza-Klein envolvendo equações de campo em espaço 5-dimensional.
Kaluza nasceu em Oppeln, Alemanha, que é atualmente a cidade de Opole na Polônia. Entrou na Universidade de Conisberga para estudar matemática e obteve seu doutorado com uma tese sobre transformações de Tschirnhaus. Kaluza foi inicialmente um matemático mas começou a estudar relatividade. Em abril de 1919 Kaluza percebeu que ao se resolver as equações de Einstein para a relatividade geral utilizando cinco dimensões, as equações de Maxwell para o eletromagnetismo emergiam espontaneamente.  Kaluza escreveu para Albert Einstein, que o encorajou a publicar a descoberta.
Pai do matemático homônimo Theodor Kaluza. Está sepultado no Cemitério Municipal de Göttingen.